# 地球連邦軍
地球連邦軍（ちきゅうれんぽうぐん）は、複数の小説やアニメ作品に登場する架空の軍隊。本項目では特にガンダムシリーズの地球連邦軍について詳述する。

## 宇宙世紀の地球連邦軍
テレビアニメ作品においては『機動戦士ガンダム』（宇宙世紀0079年）から『機動戦士Vガンダム』（宇宙世紀0153年）までの時代に登場する。

## 概要
全人類の統一政府である地球連邦において、その国内治安を担うべく設立されたやや特殊な武装集団であり、かつ創隊当時は世界唯一にして最大の軍隊であった。またその設立にあたっては、在来の国家が保有していた軍事組織、兵器体系を、最も進歩し最も優秀な軍である旧アメリカ合衆国軍のそれに規格統一する形で編成が進められたとされる。また、設立時期については一部の資料では西暦2009年と記載されている。
地球、及び宇宙空間の全て（のスペースコロニー群）をもその勢力下に置く。劇中ではしばしば連邦軍ないし連邦と略称される。
シリーズに登場する諸勢力の中では最大の規模であり、また最も長期に渡り存続した。反面、劇中では非常に巨体な組織ゆえの官僚主義、縦割り行政や事なかれ主義が蔓延した組織として描かれることも多かった。宇宙世紀0080年代には、地球至上主義を掲げる地球連邦軍の特殊部隊ティターンズが連邦軍の実権を掌握したが、反ティターンズの連邦軍人を中心に結成されたエゥーゴとの内部抗争(グリプス戦役)に敗れてティターンズは崩壊し、その後連邦軍はエゥーゴ主導の元に再編される。
グリプス戦役ではティターンズの傘下に置かれたこともあった連邦軍であったが、連邦軍としては一連の抗争には積極的に参加しなかった。しかし、連邦軍からエゥーゴに参加した将兵もいたためその分戦力を低下させることとなった。直後の第一次ネオ・ジオン抗争では正規軍はまともに動かず、正規軍に代わってエゥーゴのガンダムチームの少年達やカラバがネオ・ジオンと戦った。第一次ネオ・ジオン抗争時の連邦軍の高官達はエゥーゴやカラバを疎ましく思っており、ハマーン・カーンの主催するネオ・ジオンのパーティーに参加する、地球の人口が減らせるという理由でダブリンへのコロニー落としを放置する、停戦条約と引き換えにサイド3をハマーンに譲渡するなど、一見すると和平路線だが腐敗の象徴として描かれていた。
そのエゥーゴも第一次ネオ・ジオン抗争後に崩壊し、人員は連邦軍に編入される形で消滅した。なお、連邦軍の政治派閥はティターンズにもエゥーゴにも与しなかったゴップの派閥が中心になった。
宇宙世紀0093年の第二次ネオ・ジオン抗争では、地球連邦軍の外郭新興部隊「ロンド・ベル」が、シャア・アズナブル率いるネオ・ジオンに対抗した。連邦軍の拠点の一つであるルナツーも登場するが、ネオ・ジオンの騙し討ちによる奇襲攻撃を受けて陥落し、備蓄してあった核弾頭を強奪されている。当初、各サイドに駐留する連邦軍の多くは反連邦勢力の武装蜂起を警戒してロンド・ベルへ援軍を送ろうとしなかったが、チェーン・アギが所持していたサイコフレームの試料がもたらした現象により、各宙域の連邦軍がロンド・ベルへ援軍を送り出している。
宇宙世紀0096年のラプラス事変では、ロンド・ベルと共に連邦宇宙軍特殊作戦群所属の「エコーズ」が「ラプラスの箱」のネオ・ジオンへの譲渡阻止および奪取のために武力行使を行ったほか、地球各地の連邦軍もネオ・ジオンやジオン残党軍と激戦を繰り広げ、大きな損害を出しながらもこれを退けている。また、宇宙世紀0100年に予定されているサイド3の自治権返上と、連邦軍再編計画の実施という時代の流れの中で、新たな連邦軍の象徴を求める気運が高まったことから、連邦軍は地球軌道艦隊の旗艦としてドゴス・ギア級二番艦「ゼネラル・レビル」を建造している。
宇宙世紀0130年代の木星戦役や宇宙世紀0153年のザンスカール戦争では、連邦政府や連邦軍上層部が武装勢力の跳梁を放置し、敵対勢力の軍事攻撃に対して連邦軍が組織的な阻止行動を行わない、更には一部の連邦軍部隊が独断で別の武装勢力を支援するなど、組織としての統制が取れなくなっている様子が見られた。また、120年代では実戦経験者も少なくなり、熟練兵の多い敵に対してまともな戦闘行動も取れないため、高齢・老齢の司令官がMSに乗って出撃した例もあった。

## 英語表記
地球連邦軍の英語表記は数種類存在する。元々は映像上で正式な表記が存在しなかったため、地球連邦には「United Nation」「Union」「Federal State」「Federation」などが、地球連邦軍には「Union A.F.」「Federal Force」などが用いられていた。
その後、OVA『機動戦士ガンダム0080 ポケットの中の戦争』の頃に国際連合や連合国を連想させる「U.N.T.（United Nation Troops）」が地球連邦軍の正式な表記とされ、中でも宇宙軍を表す「U.N.T. SPACY」が主に用いられた。他にも地球連邦陸軍「U.N.T. ARMY」、地球連邦海軍「U.N.T. NAVY」、地球連邦空軍「U.N.T. AIR FORCE」、地球連邦地球軍（陸海空軍の総称）あるいは地球連邦地上軍（MSVによる陸海軍が一時合併していたときの呼称）「U.N.T. LAND」「U.N.T. GRAND」などという表記もあった。
しかし、1998年のプラモデル『パーフェクトグレードガンダム』発売の際に、地球連邦が「Earth Federation」、地球連邦軍が「E.F.F.（Earth Federation Force）」に変更され、中でも宇宙軍を表す「E.F.S.F.（Earth Federation Space Force）」が主に用いられるようになった。これは、「U.N.T. SPACY」が国際連合宇宙局と混同されかねないという理由があったためで、以前からある表記に矛盾を起こさないように「U.N.T.」には「非通常戦術（Under Normal Tactical）」、「SPACY」には「特別分類建造場（SPecial Assortment Construction Yard）」という略称がつけられた。また「U.N.T.」は「統合核技術研究チーム（Unified Nuclear Team）」、「SPACY」は「超一等軍用機工廠（Super Primal Aviation Construction Yard）」の略であるともされる。なお、地球連邦陸軍は「E.F. ARMY」という表記が用いられていたが、21世紀初頭には「E.F.G.F（Earth Federation Ground Force）」の表記も見られるようになった。
なお、EFSFという略称を持つ実在の組織としては、欧州金融安定化基金（EFSF：European Financial Stability Facility）が存在している。

## 組織形態
サイドを含む、地球圏全域に部隊が駐留している。地球連邦に敵対する勢力は上層部の描写も多く、時には最高指導者自らがモビルスーツなどに乗って最前線で戦うことさえあるのに対し、連邦側は主人公の所属する部隊を中心に描かれ、それより上の指揮系統はあまり登場しない。なお、地球連邦軍では「士官学校未卒の軍人は、佐官以上の階級に昇進出来ない」とする規則が存在する。
以下の組織形態は『公式百科事典』、『戦略戦術大図鑑』、『一年戦争全史』などを参考資料にしている。

### 統帥機構
文民統制
連邦軍は連邦議会により選出される首相を長とした地球連邦政府の下にあり、連邦安全保障会議を通じてシビリアンコントロールがなされている。しかし一年戦争におけるコロニー落としの惨禍により連邦政府の統治能力は大幅に減退し、代わって独自の指揮系統を維持できた連邦軍の発言権が増大した結果、後にグリプス戦役等の軍の暴走を招くようになったとされる。
政府直属の諜報機関として中央情報局が存在している。
軍政・軍令機構
連邦軍内の最高意思決定機関は連邦安全保障会議の下にある最高幕僚会議であり、これは各軍政・軍令機構の連絡会議とされる。軍政機構としては地球上の陸海空軍を統括する地球軍省と、宇宙軍を統括する宇宙軍省に分かれている。一方、軍令機構については参謀本部に四軍の作戦・指揮が一本化されている。四軍の軍令機構統一はジャブロー建設時に併せて行われたとされており、そのために統合参謀本部とも呼称される。また作戦本部についても言及されるが、これは参謀本部内部にある作戦室を指す。
なお軍の諜報機関として情報部があり、主な人物にアリス・ミラーやデン・バザークなどがいるが上級組織の帰属も含めて詳しいことは不明。
連邦軍総司令部
「総司令部」は他に「司令部」「総本部」「本部」「ジャブロー」とさまざまな名称があるが、どれも明確な組織ではなく基本的に参謀本部のことを指している。これは連邦政府の統治能力減退や軍政組織が分割されているため、統一した組織を有する参謀本部が総司令部と同義に受け止められたためである。
一年戦争開戦前は高度なネットワークで人員管理、物資の調達、それらを分配する兵站に至るまで全てを総司令部で牛耳っていたが、ジオン軍によるミノフスキー粒子とMSによる戦略が実行される事で崩壊した。
一年戦争当時、連邦軍総司令部は前述の理由で参謀本部がある南米のジャブローにあった。0083年11月の『機動戦士ガンダム0083 STARDUST MEMORY』の段階でもジャブローに存在したが、0087年のグリプス戦役初期にはすでに移転しており、ジャブローはエゥーゴによる襲撃を受けた直後にティターンズの仕掛けた核により自爆。それ以降、劇場版『逆襲のシャア』でチベットのラサから移転しているというセリフが存在しているだけで、総司令部がどこに置かれたのかは不明である。
なおレビル大将については連邦軍総司令官とされているが、これは地球や宇宙における実戦部隊の総司令官である。テレビ版第23話では、参謀本部の決定に従ってレビルが行動している描写がある。彼が地球・宇宙の双方において大作戦の実戦部隊を率いた点について、参考資料は彼の「ジオンに兵なし」演説によって形成された英雄像の重視、連邦軍の人材払底を理由として挙げている。
『Anotehr U.C.』作品（一種のパラレルワールド）である『THE ORIGIN』アニメ版は連邦軍の制服組トップを統合参謀本部議長としており、一年戦争前の段階でゴップがその職に就いている。

### 地球連邦陸軍
E.F.G.F. / E.F.ARMY
地球各地を担当する方面軍と陸軍航空隊があり、劇中ではヨーロッパ方面軍（OVA『機動戦士ガンダム MSイグルー2 重力戦線』）や極東方面軍（『第08MS小隊』）、オーストラリア方面軍（『コロニーの落ちた地で…』）などが登場する。主な所属人物にミケーレ・コレマッタ、イーサン・ライヤー、コジマ、パウルスなどがいる。
ヨーロッパ方面軍では囚人兵部隊が存在する。彼らは特攻まがいの任務を与えられた。極東方面軍では、問題のある兵士を危険な任務につかせたり、捨石めいた作戦も立案された。
また、方面軍は戦時には海軍・空軍の部隊が付属され統合軍としても運用されている。

### 地球連邦海軍
E.F.N.
各艦隊と沿岸防衛艦隊が存在する。コロニー落としによって甚大な被害を受けている。主な所属人物にバッフェなどがいる。
漫画作品「機動戦士ガンダム MSV-R ジョニー・ライデンの帰還」では一年戦争後に再建されたが、極めて小規模な物であり、自分たちの存在意義を示す大義名分的な対象として、潜水艦等で海洋に潜伏するジオン残党を裏で支援しているという記述がある。
漫画作品『機動戦士ガンダム THE ORIGIN』ではオデッサを攻略するために最低でも6隻の航空母艦を含む大艦隊が登場した。この艦隊はブリストル湾口でマッド・アングラーによる攻撃を受け、空母2隻と強襲揚陸艦3隻を喪失した。その後、ジブラルタルを護るジオン軍を攻撃した。オデッサの戦いではマ・クベ中将の自爆に巻き込まれて多数の艦艇を喪失した。

### 地球連邦空軍
各防空隊と輸送航空隊が存在する。主な所属人物はサミュエラ、テキサン・ディミトリーなど。

### 地球連邦宇宙軍
E.F.S.F.
ジオン共和国建国の翌年、U.C.0059に地球圏の治安維持を目的として設立。マゼランやサラミスといった宇宙艦艇を有し、ルナツーや占領後のコンペイトウ（ソロモン）を宇宙における拠点とした。主な所属人物にロドニー・カニンガンやワッケインなどがいる。
一年戦争前
平時編制として、コロニー駐留軍・月面駐留軍・独立機動軍がある。独立機動軍は各方面軍と外周警備艦隊を有していた。
一年戦争時
中核部隊として宇宙総軍がある。反攻作戦時には第1連合艦隊、第2連合艦隊（第3艦隊が含まれている）があったが、ソロモン攻略戦時に後者が大きな損害を負った後、3個大隊（複数の艦隊を含む編成）に再編される。しかし、総軍司令官レビル大将が直率する第1大隊はソーラー・レイの照射で壊滅している。なお、ア・バオア・クー攻略戦に第1大隊残余は戦艦ルザルの元で再編成をして戦闘加入しているので、この部隊のことをルザル艦隊とも言う。
この他、一年戦争後期にはサイド6に地球連邦の駐留軍がいる事が描かれている。
デラーズ紛争時
地球防衛戦力の主力として地球上の静止軌道を活動範囲とする地球軌道艦隊が存在する。
ペズンの反乱時
本星艦隊、月軌道艦隊が主力部隊として存在（ティターンズ・エゥーゴの部隊は除外する）。
シャアの反乱時
２年前のU.C.0090年にジオンの残党狩りを目的とした外郭部隊ロンド・ベルが設立、任務に就いていた。
その他
一年戦争後もそれぞれのサイドや拠点には駐留艦隊・方面軍が置かれている。

#### エコーズ
ラプラス事変では、連邦宇宙軍特殊作戦群ECOASと呼ばれるルナツーを本拠地とする新設の特殊部隊の存在が明らかになっている。ネオ・ジオン軍残党の摘発・掃討を目的とした対人任務を主とするため「マンハンター」の異名で呼ばれているものの、専用のジェガンや兵員輸送MSロトなどの独自の戦力も保有している。

### E.F.D.F.
漫画『機動戦士ガンダム MSV-R ジョニー・ライデンの帰還』に登場するイングリッド0が所持していた拳銃に刻印されていた略称。詳細不明。

### その他の機関
- ロンド・ベル

宇宙世紀0090年に発足した特定の管轄区域を持たない外郭新興部隊であり、エゥーゴ出身のマノフ陸将補の後押しでエゥーゴ系の連邦軍人が多く配属された。主な人物にブライト・ノア、アムロ・レイなどがいる。

### 主要な軍事拠点
地球上
- ジャブロー

一年戦争時の総司令部。
- ポートモレスビー基地

ジャブローに代わる地球連邦軍総司令基地　機動戦士Ζガンダムにおいてジャブローより移設
- キャリフォルニアベース

ジャブロー防衛の要の巨大軍事拠点。北アメリカ大陸西側の海岸沿いに位置する事から、U型潜水艦などが入るドックが存在する。一年戦争緒戦でのジオン公国軍による「第二次地球降下作戦」で占領されるが、戦争末期の奪還作戦で奪還に成功。
- ニューヤーク

キャリフォルニアベースに並ぶ、北米大陸での軍事拠点。一年戦争時、ジオン公国軍により占領されるが、戦争末期に奪還。
- ハワイ
- ペキン
- マドラス
- トリントン

オーストラリア大陸東部に位置する基地。基地内に核貯蔵施設が存在する。
- ベルファスト

北アイルランドに位置する地球連邦軍の基地。沿岸部には機雷が設置され、ホワイトベースを収容可能な大規模な艦船ドックを持つ。
- キリマンジャロ

地球連邦軍アフリカ方面の大規模な基地。グリプス戦役時のティターンズの拠点。
- ダバオ

太平洋を管轄する連邦空軍の基地。U.C.0105年時点では主力部隊のキルケ―部隊(旧キンバレー隊)を中心に最新主力量産機のグスタフ・カールやサブフライトシステムケッサリア等が配備されていた。
宇宙
- ルナツー

一年戦争緒戦にて宇宙の大半をジオン公国軍の制圧下に置かれた事から、地球連邦軍唯一の宇宙での拠点（宇宙基地）となった。しかし、戦略的には価値が低かった為、大きな戦闘は発生しなかった。戦争後期にはビンソン計画によって再建され、チェンバロ作戦や星一号作戦に参加する宇宙艦隊がここに一端集結し、作戦に参加している。宇宙世紀0093年の第二次ネオ・ジオン抗争では、ネオ・ジオン軍に一時占拠され、貯蔵していた核弾頭を強奪されている。機動戦士ガンダムGquuuuuuxでは戦争末期にジオンに占領されている
- コンペイトウ（旧ソロモン）

一年戦争後期のチェンバロ作戦において地球連邦軍が占領し、星一号作戦への橋頭堡としている。一年戦争終結後も拠点として運用され、宇宙世紀0083年には多数の艦艇を参加させた観艦式が行われた。機動戦士ガンダムGquuuuuuxでは戦争末期に連邦軍によりソロモン落下作戦が行われたが失敗に終わった。

### 歴史
一年戦争勃発以前より主力戦車や制空戦闘機、攻撃機や爆撃機といった通常兵器に加え、マゼラン級戦艦やサラミス級巡洋艦、コロンブス級補給艦といった宇宙艦艇など、多種多様な兵器を有していた。MSの登場後は、積極的にMSの開発を進めている。だが、第二次ネオ・ジオン抗争以降は新兵器開発に消極的な傾向が見られるようになり、『機動戦士ガンダムUC』では、当時の最新鋭機のジェガンはおろか、それ以前の機体すら配備されていない部隊もあった。
また長年にわたり仮想敵だったジオン公国とその系譜の組織が完全に絶えた宇宙世紀0120年代以降は軍としての質が大幅に低下、クロスボーン・バンガードやザンスカール帝国などの組織に圧倒される姿が多く見られた。150年代ではロールアウトが0120年代のジャベリン、ジェムズガンが最新の制式採用機として稼働しており、部隊によっては更に旧式のヘビーガンや60年前の大型機ジェガンさえも前線に駆り出される有様で、往時のガンダムタイプのような高性能機を作り出す力はなくなっている。艦船もラー・カイラム級の改修型が旗艦であり、こちらも更に旧型のサラミス級さえ運用が続けられている。
さらにその後の宇宙世紀を描いた漫画『機動戦士機動戦士クロスボーン・ガンダム DUST』（宇宙世紀0169年が舞台）では、ザンスカール戦争において連邦軍が消極的にしか動かなったことを受けて、連邦の組織能力の低下が見透かされ、宇宙戦国時代は更なる混迷に陥っている。このため、地球圏全域で技術退行が生じており、ビーム兵器の運用すら限定的なものとなっている。しかしながら小説『ガイア・ギア』(0200年台が舞台(ラジオドラマ版では0203年))では、地球連邦政府は健在であるものの、連邦軍は事実上マハの管轄下に置かれ、軍の統率権は彼らが握っている。なお、本作ではMSに代わってマン・マシーンが機動兵器の中心となっている。より後年代となるCG・実写ドラマ『G-SAVIOUR』（0223年が舞台）では地球連邦は瓦解しているが、連邦政府の後継組織としてセツルメント国家議会が、地球連邦軍の後継としてセツルメント国家議会軍が誕生している。本作では機動兵器は引き続きMSが中心。
詳細は宇宙世紀#作品別年表を参照
- 宇宙世紀0001年：ラプラス事件。衛星軌道上の首相官邸「ラプラス」での改暦セレモニー時に爆破テロ。実行犯は速やかに検挙、支援する分離主義国家も壊滅。（小説・OVA『機動戦士ガンダムUC』）
- 0022年：連邦政府が地球上の紛争のすべての消滅を宣言[19]。
- 0059年：ジオン共和国成立にともない、サイド3に対する経済制裁を発動[20][21][注 7]。（OVA『機動戦士ガンダム MS IGLOO -1年戦争秘録-』）
- 0079 - 0080年：一年戦争[21][23]。軍主導による「V作戦」「ビンソン計画」を発動し、モビルスーツ（MS）の開発やMSの運用能力を有した艦艇の配備を行なう。また、61式戦車やフライ・マンタといった従来の兵器形態から、MS主体の編成に移行する。主力MSはジム系列とボール（戦闘ポッド）。（アニメ『機動戦士ガンダム』）
- 0081年：「連邦軍再建計画」を開始、その一環として「ガンダム開発計画」などがスタート[24][21]。
- 0083年：デラーズ紛争[25][23]。主力MSは、一年戦争時のもののマイナーチェンジ機であるジム改など。紛争終結後、ジオン残党狩りを目的とする軍閥「ティターンズ」が結成される[21]。（OVA『機動戦士ガンダム0083 STARDUST MEMORY』）
- 0087 - 0088年：グリプス戦役[26][23]。当時の地球連邦首都はダカール。主力MSはジムIIやハイザックなど。ティターンズが一時的に地球連邦軍の実権を掌握するが、敵対する連邦軍勢力を含む反地球連邦政府組織「エゥーゴ」やジオン残党最大勢力「アクシズ」との戦闘で弱体化し、消滅。（アニメ『機動戦士Ζガンダム』）
- 0088 - 0089年：第一次ネオ・ジオン抗争[27][23]。主力MSはジムIIIなど。アクシズが「ネオ・ジオン」を名乗り地球侵攻を開始。連邦軍は戦力疲弊のため、首都ダカールの無血占拠を許すこととなるが、アーガマ隊により奪還される。報復としてネオ・ジオンはダブリンにコロニー落としを敢行。政府はこれに恐れをなしてサイド3の譲渡を決定するも、その二カ月後にネオ・ジオンが内部抗争によって崩壊したため、難を逃れる[28]。（アニメ『機動戦士ガンダムΖΖ』）
- 0093年：第二次ネオ・ジオン抗争（シャアの反乱）[29][23]。主力MSはジェガンなど。当時の地球連邦政府本部ラサに、小惑星5thルナが激突。しかしながら、連邦政府は極秘裏にラサから本部を移転中であったために壊滅は免れる[30]。（劇場アニメ『機動戦士ガンダム 逆襲のシャア』）
- 0096年：ラプラス事変[23]。地球連邦首都はふたたびダカールに戻っている。長らく秘匿されてきたオリジナルの宇宙世紀憲章が公開されるが、世論への大きな影響なし。（OVA『機動戦士ガンダムUC』）
- 0100年：ジオン共和国の自治権放棄に伴い、連邦軍が「戦乱の消滅」を宣言[31][32]。
- 0105年：マフティー動乱。テロ組織「マフティー・ナビーユ・エリン」がオーストラリアにて連邦中央閣僚会議を襲撃。リーダー逮捕、その後処刑[32]。（小説・劇場アニメ『機動戦士ガンダム 閃光のハサウェイ』）
- 0111年：サナリィによる小型MS（15m級）開発の提言を受け、次期主力MS開発を決定。サナリィのF9がアナハイム・エレクトロニクスのMSA-0120を下し正式採用となる[32]。
- 0120 - 0121年：第一次オールズモビル戦役[33]。「アドミラル・ティアンム」を旗艦とする第十三独立機動艦隊にオールズモビルの掃討作戦の特令が下る[32]。翌年、第十三独立機動艦隊はオールズモビルが基地を構える火星に到着し、人類初の異星での戦闘作戦を展開[32]。（マルチメディア展開作品『機動戦士ガンダムF90』）
- 0122年：第二次オールズモビル戦役[33]。F90、F91が参戦し[33]小型MSの優位性を示している。（ゲーム『機動戦士ガンダムF91 フォーミュラー戦記0122』）
- 0123年：コスモ・バビロニア建国戦争勃発[34][23]。ヘビーガンやGキャノンといった小型MSの配備が徐々に進められているが、ジェガンのマイナーチェンジ版なども相当数が配備されている。（劇場アニメ『機動戦士ガンダムF91』）
- 0140年：宇宙戦国時代の到来。各コロニー間の経済格差と貿易の不均衡を巡る対立が表面化する[35]。
- 0149年：「ザンスカール帝国」建国[35][36]。
- 0153年：ザンスカール戦争[37][23]。小型MSジェムズガン、ジャベリンが各部隊に配備されているが、これらの機体もすでに旧式化しており、軍の組織としての疲弊[38]も相まって地方部隊ではザンスカール帝国の侵攻に対して抵抗することもできない[39]状況。また、月のフォン・ブラウン・シティへと移転した地球連邦政府の中央議会は、ザンスカール帝国に対してほとんど黙認状態であり、何の対策も立てられない[38]ばかりか、地球への大規模侵攻を受けると帝国の思惑に乗って停戦協定を結んでいる[36]。しかしながら、これを良しとしないいくつかの部隊は独自に民間組織「リガ・ミリティア」の支援を開始[38]。戦争終盤には軍主流派からは疎まれながらも、「ジャンヌ・ダルク」を旗艦とする主力艦隊の一部が参戦している[38]。（アニメ『機動戦士Vガンダム』）
- 0169年：宇宙戦国時代の混迷化。地球連邦の弱体化により勢力圏は事実上、地球上のみに減退している。技術退行のため原型機をデチューンし、実弾兵装を標準としたジェムズガン改が主戦力。（漫画『機動戦士機動戦士クロスボーン・ガンダム DUST』）
- 0203年：マハの反乱。連邦の権勢は健在。究極の人型兵器とされるマン・マシーン（20m級）が戦場の主役となっている。連邦軍では量産機ガウッサを運用。（小説『ガイア・ギア』）
- 0217 - 0218年：地球連邦政府の崩壊。度重なるコロニー間の紛争を鎮めるために強攻策として各サイドの武力制圧を開始するが、反発したサイド自治政府は反発、抵抗を始めたことにより、高烈度紛争に発展。翌年には政府とサイド側が和解し、スペースコロニーはスペースセツルメントへと改称、旧連邦系勢力は比較的地球寄りのサイドと「セツルメント国家議会」を樹立する。機動兵器は引き続きMS（18m級）が一般的であり、議会軍ではブグを主力機として量産している。なお、月面都市と周辺サイドは別途セツルメント自由同盟を結成し、地球圏に2大勢力が並び立っている。（小説版『G-SAVIOUR』）

### 装備
歩兵用装備
地球連邦軍における歩兵の装備は、第1作目の『機動戦士ガンダム』よりその都度デザインが起こされている。現在ではOVA作品である『機動戦士ガンダム0080 ポケットの中の戦争』において描写された装備が、その後の多くの作品において基本とされた。映像作品で描写されている範囲では、一年戦争から機動戦士ガンダムUCの時代に至るまで長きに渡り使用されていることが分かる。その後の更新などについては不明である。
通常兵器やMSに関しては、連邦軍内の開発部門や工場により開発・生産された物の他、アナハイム・エレクトロニクスやヴィックウェリントン社、ハービック社など民間企業も軍から受注して開発･生産を請け負う（ただし、最初のテレビシリーズ放映時には民間軍需産業の設定が存在しなかった）。一年戦争以降はMSとそれの運用能力を有する艦艇の配備が進められた。
火器
一年戦争時、ジオン公国においては歩兵用ビームライフルやビームバズーカなどを採用していたが、地球連邦軍は信頼性の高い実弾兵器を当時から使用している。拳銃に至っては西暦時代におけるベレッタM92を使用している事例もある。
- M72A1 ブルパップ式アサルトライフル
- M71A1 自動拳銃
- M92F 自動拳銃
- M101A3 "リジーナ" 対MSミサイル(AMSM)
- M299 分隊支援火器

軍服
主にグレーの詰襟制服が使用されている。レビルやエルラン、ティアンムなど将官クラスは受けた勲章の略綬を左胸に着けている。ジオン公国軍側もそうであるが、常装だけで明確な戦闘服（迷彩服）が登場しておらず、この制服の上に戦闘用ヘルメット（大別すると、アメリカ軍のM1ヘルメットに似たものとフリッツタイプの2種類）や弾帯、サスペンダー等を装着している兵士が登場している。一方、ホワイトベース隊で使用されたもの（男性は青色、女性はピンク色）を他の兵士が着用した様子は見受けられない。またホワイトベース隊のみ、官帽が着用されることも最後までなかった（かぶっていたのはスレッガー・ロウのみ）。ゲーム作品まで範囲を広げれば、セガサターンソフト『機動戦士ガンダム ギレンの野望』及びPlayStationソフト『ジオンの系譜』で、オデッサ作戦でのジオン公国軍からの抵抗がなくなったことを知らせる男性兵士、メモを手にした女性兵士、通信機を扱う男性兵士の後ろ姿が描かれたのみである。なお、この三人が被っていたヘルメットは『第08MS小隊』に登場したフリッツタイプの物であった。
また、同じくグレー色のツナギタイプの軍服を着用した兵士が『第08MS小隊』より登場している。これは地上用のものとみられ、現実の戦車兵の着用するツナギに近いデザインで描かれている。ただ、これは戦闘服としては描かれず、もっぱらMSの搭乗員や整備員が着用している姿が描かれている。後発の『機動戦士ガンダム外伝 コロニーの落ちた地で…』や『機動戦士ガンダム戦記 Lost War Chronicles』でも同様であった。
ノーマルスーツ
襟に各々の階級章が付く。

### 研究機関と開発技術
- EXAM研究所
  - EXAMシステム
- オーガスタ研究所
  - 全天周囲モニター・リニアシート
- オークランド研究所
- ムラサメ研究所
  - サイコミュ
  - 強化人間
- サナリィ
  - モビルスーツの小型化に係る一連の技術

その他マグネット・コーティングシステムなど開発元の不明な技術もある。

## 宇宙世紀以外で地球連邦軍が登場するガンダム作品
機動新世紀ガンダムX
第7次宇宙戦争以前に成立していた旧地球統合連邦軍と、戦後に再建された新地球統合連邦軍の2つが存在する。作中ではそれぞれ旧連邦軍、新連邦軍と呼称される。双方共に戦略兵器としてのガンダム開発とニュータイプの研究を行っていた。
機動戦士ガンダム00
正式名称は地球連邦平和維持軍。作中では正規軍とも呼ばれる。西暦2312年にそれまでの三大国家群ユニオン、人類革新連盟、AEUがそれぞれ保有していた軍隊を合同して発足。同時期に発足した独立治安維持部隊アロウズの専横を受けることが多く、それに反発した軍の一部がクーデターを起こしたために一時は法改正によりアロウズの指揮下に組み込まれた。その後専横を強め暴虐行為を繰り返すアロウズへの危惧から連邦・アロウズから離反してそれまで敵対していた反政府勢力カタロンや私設武装組織ソレスタルビーイングに協力する部隊も現れアロウズ打倒の流れを作った。
西暦2314年の金属生命体ELSの来襲時にはカティ・マネキン准将を司令官とする防衛艦隊が組織され、多数の犠牲を出しながらもELSの大気圏内侵入を阻止することに成功した。
機動戦士ガンダムAGE
A.G.101年にコロニーを襲撃した謎の敵UE(火星独立国家ヴェイガン)への対抗勢力として発足。地球の衛星軌道上のステーション「ビッグリング」に総司令部が置かれている。A.G.115年のコウモリ退治戦役にて敵勢力との本格的な戦争状態に突入。A.G.141年にはビッグリング周辺で大規模な戦闘が行われ、A.G.142年にはビッグリング司令官フリット・アスノ中将の起こしたクーデターにより、敵と内通していた多数の軍高官が粛清された。A.G.164年には敵要塞ラ・グラミスの攻撃によりビッグリングは破壊され、地球・南米のロストロウラン基地に臨時の総司令部が設けられた。スペースコロニーのノーラ、トルディア、地球の都市オリバーノーツ、月面などに軍事基地を保有していた。

## 地球連邦軍が登場するガンダムシリーズ以外の作品
- 宇宙の戦士
- 銀河漂流バイファム
- スターグラディエイター
- スターシップ・トゥルーパーズ
- スーパーロボット大戦OGシリーズ
- 太陽の牙ダグラム
- ダロス
- 特装機兵ドルバック
- YAMATO2520
- 宇宙戦艦ティラミス
- 宇宙戦艦ヤマト2202 愛の戦士たち - 正式名称は「地球連邦防衛軍」。前作の『宇宙戦艦ヤマト2199』では国際連合（国連）傘下の「国連統合軍」であり、国連の解体と地球連邦の発足によってそれを再編したという設定である。